# Arrow Dynamics
Arrow Dynamics Inc. (kurz: Arrow) war ein US-amerikanischer Hersteller von Achterbahnen und anderen Fahrgeschäften aus Clearfield (Utah), der 1946 von Ed Morgan und Karl Bacon gegründet wurde.

## Geschichte
Arrow setzte Maßstäbe in der Achterbahnbranche. So wurde mit den Matterhorn Bobsleds im kalifornischen Disneyland 1959 der Grundstein für moderne Stahlachterbahnen gelegt. Die röhrenförmigen Schienen ermöglichten eine ruhige Fahrt und enge Radien. Runaway Mine Train in Six Flags Over Texas war die erste Minenachterbahn, und Corkscrew im Silverwood Theme Park, die bis 1990 in Knott’s Berry Farm stand, war die erste moderne Achterbahn mit Inversionen. Mit Magnum XL-200 in Cedar Point wurde der erste Hyper Coaster eröffnet, der die Höhe von 200 Fuß durchbrach. Der letzte Meilenstein wurde 2002 mit X2 (zum Zeitpunkt der Eröffnung X) in Six Flags Magic Mountain gelegt, dem ersten 4th-Dimension-Coaster der Welt. Nachdem das Unternehmen 2002 bankrottging, wurde es vom Hersteller S&S Power aufgekauft.

## Modelle

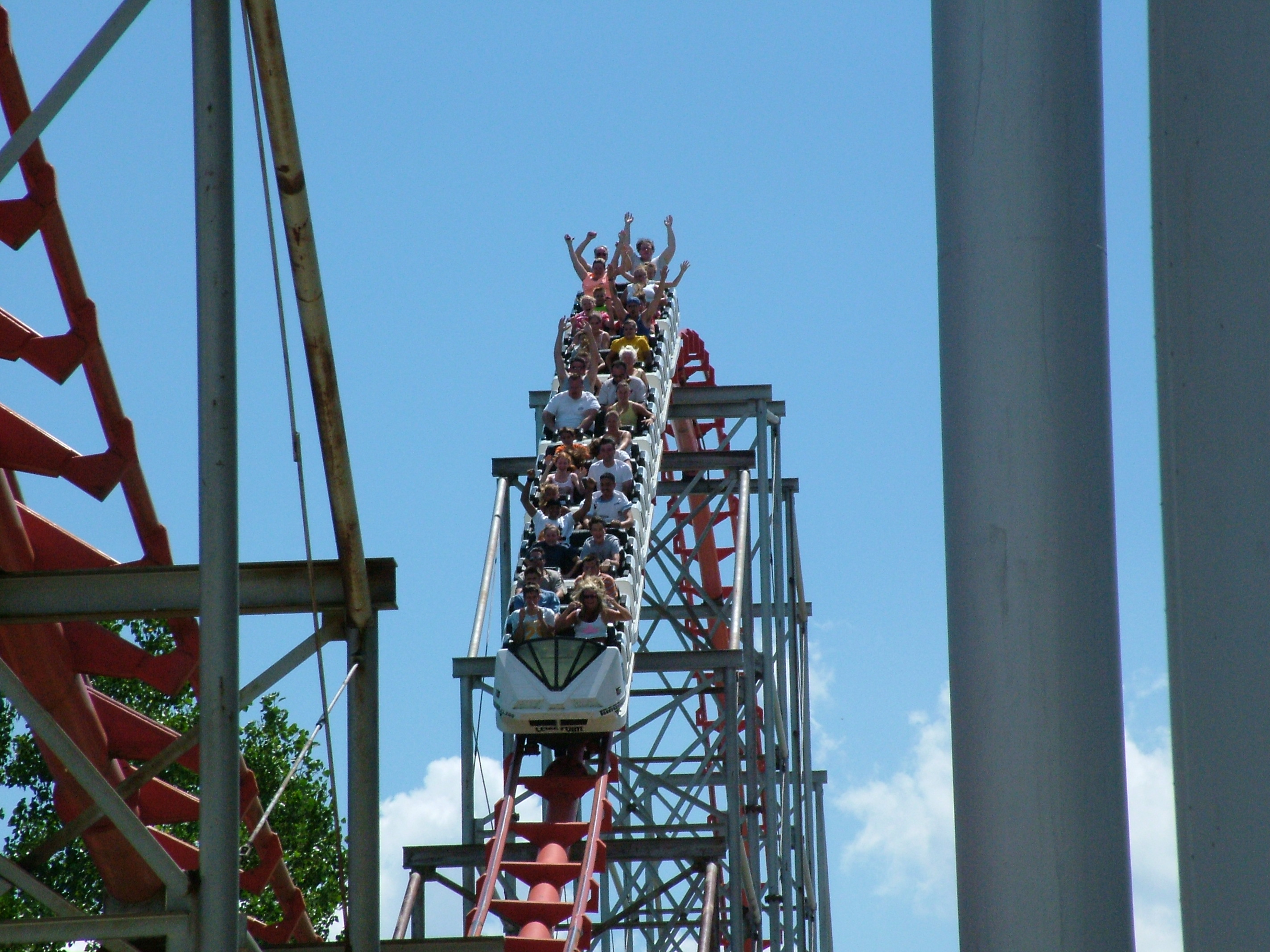
Magnum XL-200 war die erste Achterbahn der Welt mit einer Höhe von über 200 Fuß.

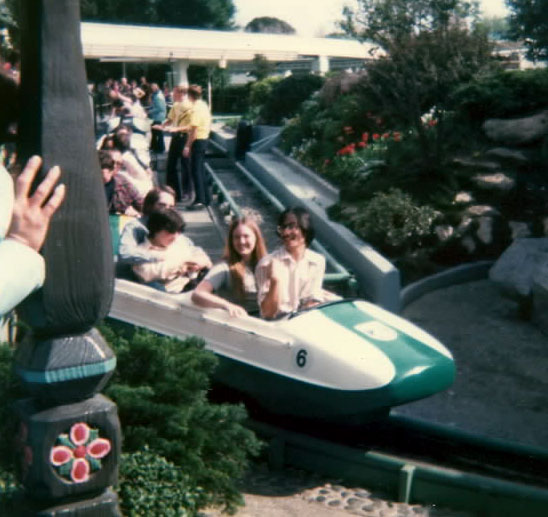
Matterhorn Bobsleds, die erste Achterbahn mit röhrenförmigen Stahlschienen.

| Modell                  | Beispiel                                          |
| ----------------------- | ------------------------------------------------- |
| 4th Dimension           | X2 in Six Flags Magic Mountain                    |
| Corkscrew               | Canobie Corkscrew in Canobie Lake Park            |
| Custom Looping Coaster  | Viper in Six Flags Magic Mountain                 |
| Flume Rides             | Tanganyika Tidal Wave in Busch Gardens Tampa      |
| Hyper Coaster           | Magnum XL-200 in Cedar Point                      |
| Launched Loop           | Irn-Bru Revolution im Pleasure Beach Resort       |
| Loop & Corkscrew        | Corkscrew in Sea World                            |
| Mad Mouse               | Psycho Mouse in California’s Great America        |
| Mine Train              | Cedar Creek Mine Ride in Cedar Point              |
| Mini Mine Train         | Mini Mine Train in Six Flags Over Texas           |
| Runaway Train           | El Diablo – Tren de la Mina in PortAventura World |
| Special Coaster Systems | Matterhorn Bobsleds in Disneyland                 |
| Steeplechase Coaster    | Steeplechase in Pleasure Beach Resort             |
| Suspended Coaster       | The Big Bad Wolf in Busch Gardens Williamsburg    |

## Liste der Achterbahnen
Arrow Development und Arrow Dynamics haben insgesamt 102 Achterbahnen hergestellt.

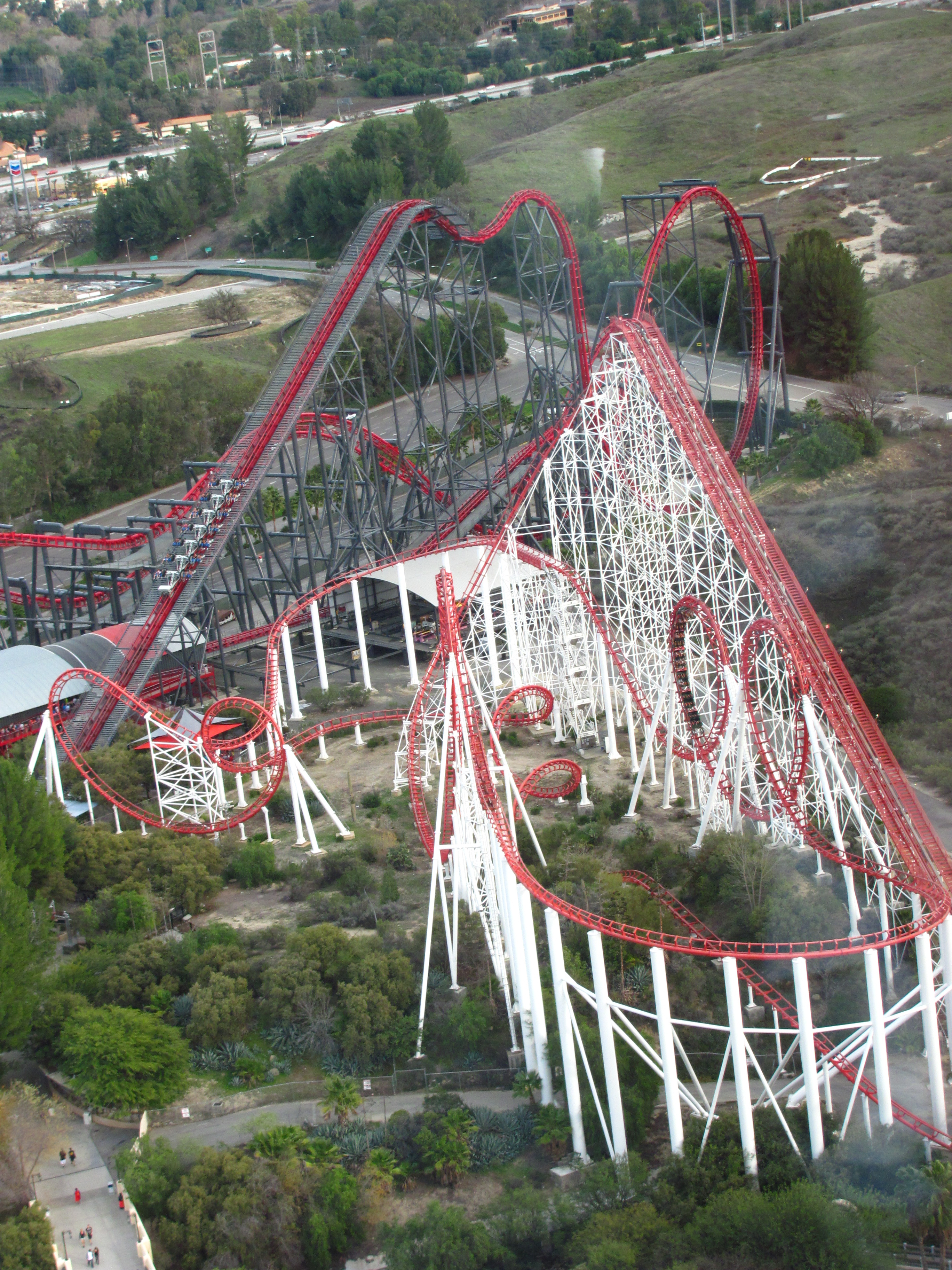
X2 und Viper in Six Flags Magic Mountain.

### 4th Dimension
| Name                    | Park                     | Land | Öffnungsjahr |
| ----------------------- | ------------------------ | ---- | ------------ |
| X2 vorher X (2002–2007) | Six Flags Magic Mountain | USA  | 2002         |

### Corkscrew

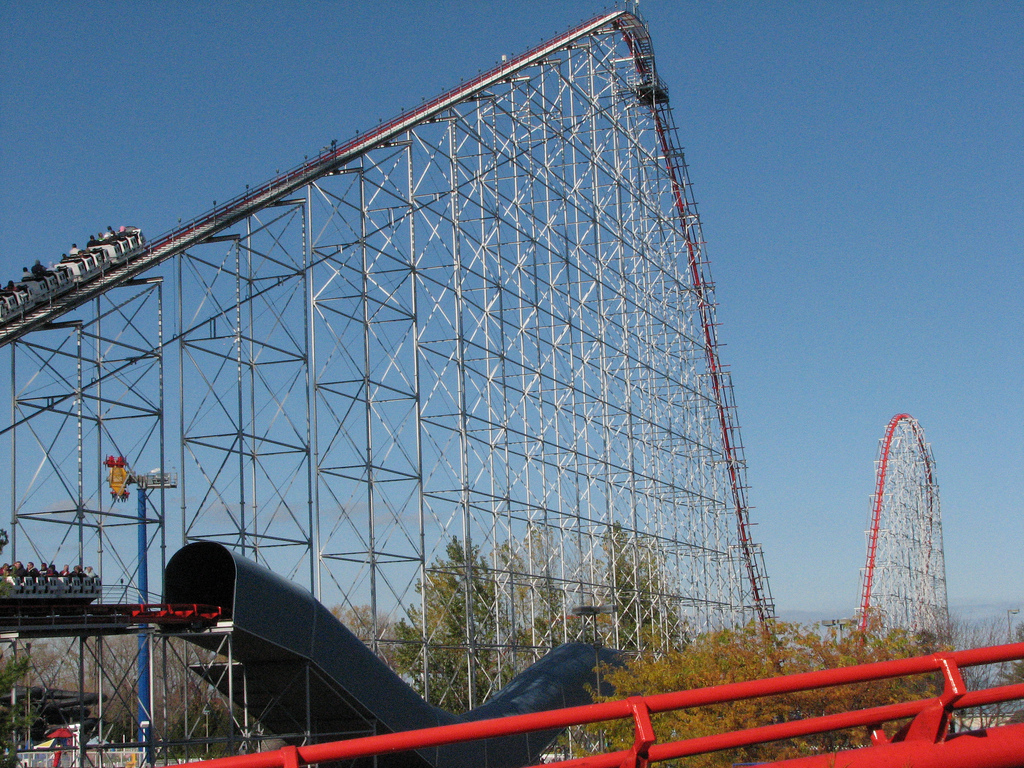
Magnum XL-200

| Name                                                                                      | Park                                                    | Land          | Öffnungsjahr          | Schließungsjahr    |
| ----------------------------------------------------------------------------------------- | ------------------------------------------------------- | ------------- | --------------------- | ------------------ |
| Canobie Corkscrew vorher Corkscrew vorher Chicago Loop                                    | Canobie Lake Park Alabama State Fairgrounds Old Chicago | USA           | 1987 1982 1975        | 2021 1986 1980     |
| Cork Screw                                                                                | Benyland                                                | Japan         | 1979                  |                    |
| Corkscrew                                                                                 | Cedar Point                                             | USA           | 1976                  |                    |
| Corkscrew                                                                                 | Michigan’s Adventure                                    | USA           | 1979                  |                    |
| Corkscrew                                                                                 | Nagashima Spa Land                                      | Japan         | 2012                  |                    |
| Corkscrew vorher Corkscrew                                                                | Rusutsu Resort Yatsu Yuenchi                            | Japan         | 1983 1977             | 1982               |
| Corkscrew vorher Corkscrew                                                                | Silverwood Theme Park Knott’s Berry Farm                | USA           | 1990 1975             | 1989               |
| Corkscrew                                                                                 | Toshimaen                                               | Japan         | 1979                  | 2020               |
| Corkscrew                                                                                 | Valleyfair!                                             | USA           | 1980                  |                    |
| Corkscrew Coaster vorher Coca Cola Rollercoaster                                          | Rainbow’s End                                           | Neuseeland    | 1986                  |                    |
| Magnus vorher Montaña Rusa (2000–?) vorher Corkscrew vorher Corkscrew                     | Salitre Magico Myrtle Beach Pavilion Magic Harbor       | Kolumbien USA | 2000 1978 1975        | 1999 ?             |
| Python                                                                                    | Busch Gardens Tampa                                     | USA           | 1976                  | 2006               |
| Roller Coaster vorher Corkscrew                                                           | MGM Dizzee World Geauga Lake & Wildwater Kingdom        | Indien USA    | 1996 1978             | 2002 1995          |
| Screw Coaster                                                                             | Nara Dreamland                                          | Japan         | 1978                  | 2006               |
| Spiral vorher EXT (1988) vorher Extremeroller (1983–1988) vorher Screamroller (1976–1982) | Formosa Fun Coast Worlds of Fun                         | Taiwan USA    | 1990 1976             | ca. 2004–2006 1988 |
| Vortex vorher Corkscrew (1982–2004)                                                       | Calaway Park                                            | Kanada        | 1982                  |                    |
| Wabash Cannonball                                                                         | Old Indiana Fun-n-Water Park Opryland USA               | USA           | eingelagert 1998 1975 | bis 2003 1997      |

### Hyper Coaster
| Name                                                   | Park                           | Land                   | Öffnungsjahr | Schließungsjahr |
| ------------------------------------------------------ | ------------------------------ | ---------------------- | ------------ | --------------- |
| Big One                                                | Pleasure Beach Resort          | Vereinigtes Königreich | 1994         |                 |
| Desperado                                              | Buffalo Bill’s Resort & Casino | USA                    | 1994         |                 |
| Magnum XL-200                                          | Cedar Point                    | USA                    | 1989         |                 |
| Phantom’s Revenge Gebaut von D.H. Morgan Manufacturing | Kennywood                      | USA                    | 1991         |                 |

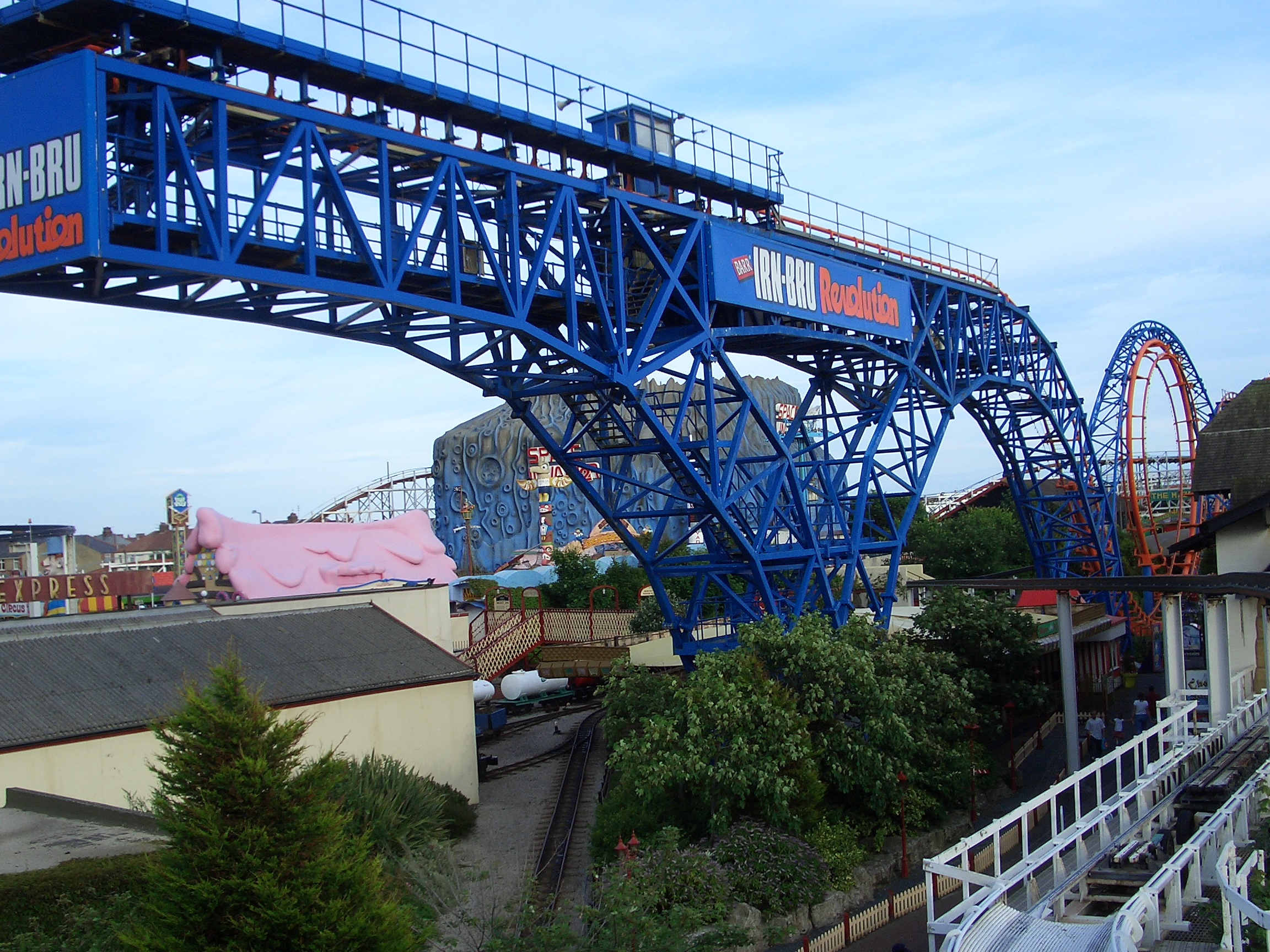
Revolution in Blackpool Pleasure Beach.

| Titan MAX                                              | Space World                    | Japan                  | 1994         | 2017            |

### Launched Loop
| Name                                                                               | Park                                               | Land                   | Öffnungsjahr          | Schließungsjahr |
| ---------------------------------------------------------------------------------- | -------------------------------------------------- | ---------------------- | --------------------- | --------------- |
| Black Widow vorher Black Widow                                                     | Old Indiana Fun-n-Water Park Six Flags New England | USA                    | eingelagert 2000 1977 | bis 2003 1999   |
| Boomerang                                                                          | Tokyo Dome City                                    | Japan                  | 1980                  | 1984            |
| Diamond Back vorher Lightnin' Loops                                                | Frontier City Six Flags Great Adventure            | USA                    | 1993 1978             | 1986            |
| Python vorher Lightnin' Loops                                                      | Six Flags America Six Flags Great Adventure        | USA                    | 1978 1993             | 1992 1998       |
| Revolution vorher Irn-Bru Revolution (1990er–2011) vorher Revolution (1979–1990er) | Pleasure Beach Resort                              | Vereinigtes Königreich | 1979                  |                 |
| Sidewinder vorher Roaring Tornado                                                  | Elitch Gardens Magic Springs Theme and Water Park  | USA                    | 1990 1980             | 1989            |
| Thunderbolt Express vorher Demon                                                   | Camden Park Kings Island                           | USA                    | 1988 1977             | 1999 1987       |
| Afterburner vorher Zoomerang                                                       | Fun Spot Park Boardwalk and Baseball               | USA                    | 1991 1977             | 2008 1990       |

### Loop & Corkscrew

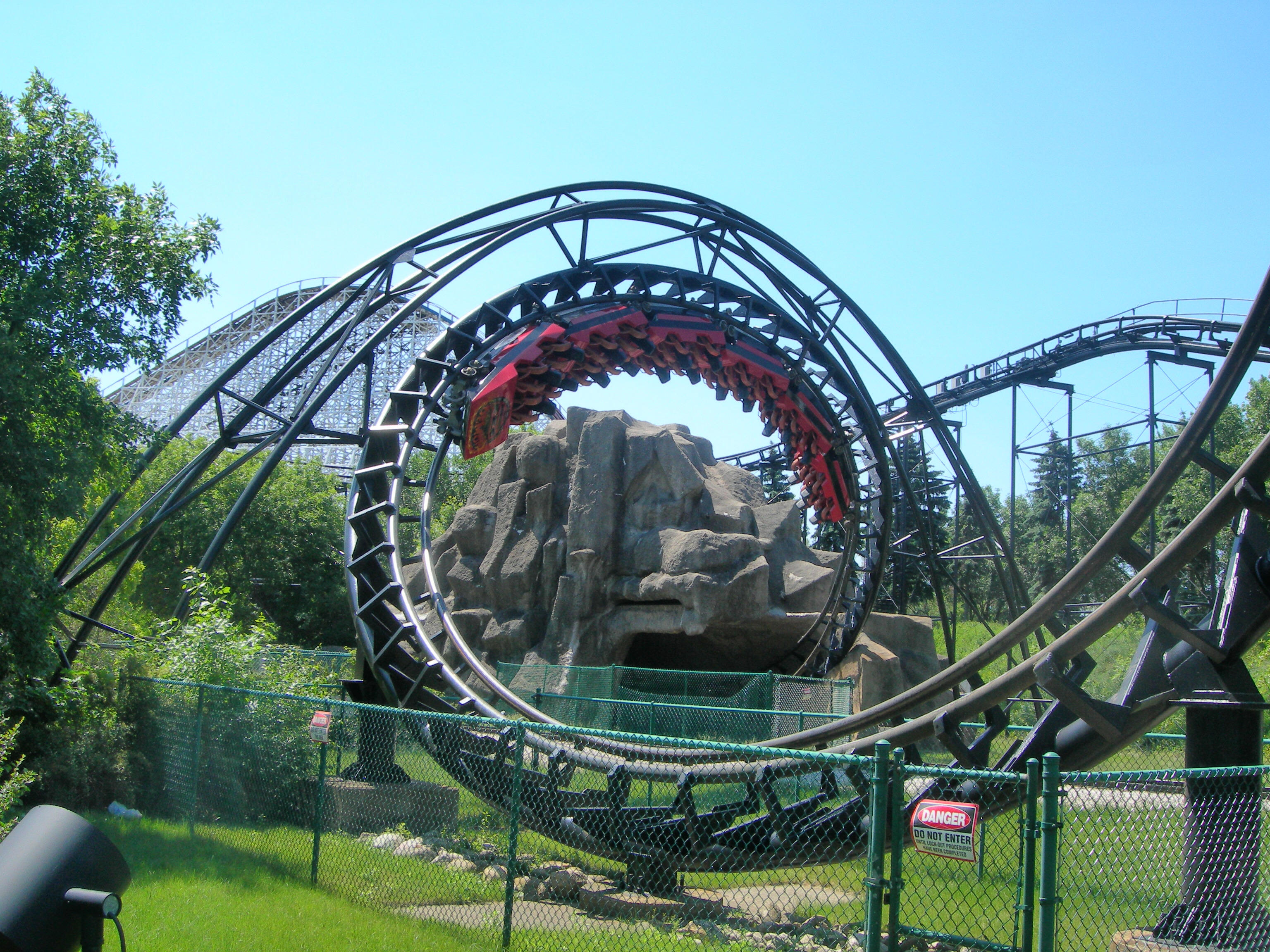
Demon in Six Flags Great America.

| Name                                             | Park                                                        | Land            | Öffnungsjahr               | Schließungsjahr |
| ------------------------------------------------ | ----------------------------------------------------------- | --------------- | -------------------------- | --------------- |
| Corkscrew Coaster vorher Coca Cola Rollercoaster | Rainbow's End                                               | Neuseeland      | 1986                       |                 |
| Halilintar                                       | Dunia Fantasi                                               | Indonesien      | 1987                       |                 |
| Sea Viper vorher Corkscrew (1992–2009)           | Sea World                                                   | Australien      | 1981                       | 2014            |
| Space Salamander                                 | Expoland                                                    | Japan           | 1979                       | 2007            |
| Steamin’ Demon vorher Ragin’ Cajun               | Great Escape Pontchartrain Beach                            | USA             | 1984                       |                 |
| Wild Thing vorher Loop Corkscrew                 | Wild Waves Theme & Water Park Rocky Point Park              | USA             | 1997 1984                  | 1995            |
| Zimerman Unbekannt Revolution                    | Gloria's Fantasyland DelGrosso's Amusement Park Libertyland | Philippinen USA | 2014 eingelagert 2006 1979 | bis 2011 2005   |

### Looping Coaster
| Name                                                          | Park                            | Land                | Öffnungsjahr | Schließungsjahr |
| ------------------------------------------------------------- | ------------------------------- | ------------------- | ------------ | --------------- |
| Anaconda                                                      | Kings Dominion                  | USA                 | 1991         | 2024            |
| Canyon Blaster                                                | Adventuredome                   | USA                 | 1993         |                 |
| Carolina Cyclone                                              | Carowinds                       | USA                 | 1980         |                 |
| Crazy Roller Coaster Projekt von Vekoma beendet.              | Nanhu Amusement Park            | Volksrepublik China | 1986         | ca. 2013        |
| Demon vorher Turn Of The Century (1976–1979)                  | California's Great America      | USA                 | 1976         |                 |
| Demon vorher Turn Of The Century (1976–1979)                  | Six Flags Great America         | USA                 | 1976         |                 |
| Double Loop                                                   | Geauga Lake & Wildwater Kingdom | USA                 | 1977         | 2007            |
| Drachen Fire                                                  | Busch Gardens Williamsburg      | USA                 | 1992         | 1998            |
| Dragon Fyre                                                   | Canada’s Wonderland             | Kanada              | 1981         |                 |
| Dragon Mountain                                               | Marineland Theme Park           | Kanada              | 1983         |                 |
| Eagle Fortress                                                | Everland                        | Südkorea            | 1992         | 2009            |
| Fantasia Special                                              | Tongdo Fantasia                 | Südkorea            | 1993         | 2020            |
| Gold Coaster vorher Big Dipper                                | Dreamworld Luna Park            | Australien          | 2001 1995    | 2001            |
| Great American Scream Machine                                 | Six Flags Great Adventure       | USA                 | 1989         | 2010            |
| Loch Ness Monster Gebaut von S&S Sansei Technologies          | Busch Gardens Williamsburg      | USA                 | 1978         |                 |
| Orient Express                                                | Worlds of Fun                   | USA                 | 1980         | 2003            |
| Roller Coaster                                                | Al-Sha'ab Leisure Park          | Kuwait              | 1996         | 2017            |
| Rolling X-Train vorher Double Loop and Cork Screw (1988–2003) | Everland                        | Südkorea            | 1988         |                 |

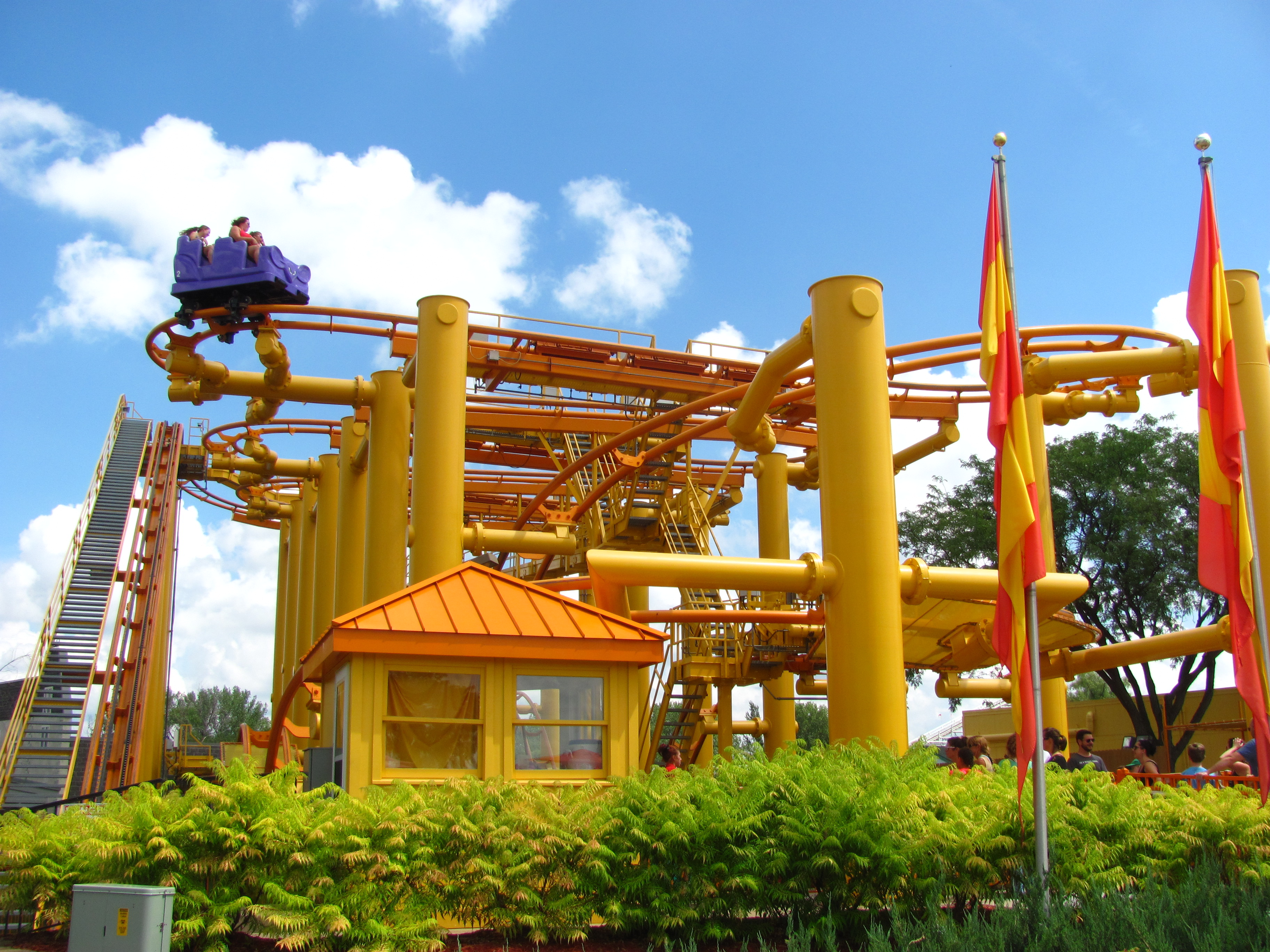
Mad Mouse in Valleyfair!

| Shockwave                                                     | Six Flags Great America         | USA                 | 1988         | 2002            |
| Tennessee Tornado                                             | Dollywood                       | USA                 | 1999         |                 |
| The Dragon                                                    | Ocean Park                      | Hongkong            | 1984         | 2021            |
| Viper                                                         | Six Flags Magic Mountain        | USA                 | 1990         |                 |
| Viper                                                         | Six Flags Darien Lake           | USA                 | 1982         |                 |
| Vortex                                                        | Kings Island                    | USA                 | 1987         | 2019            |

### Mad Mouse

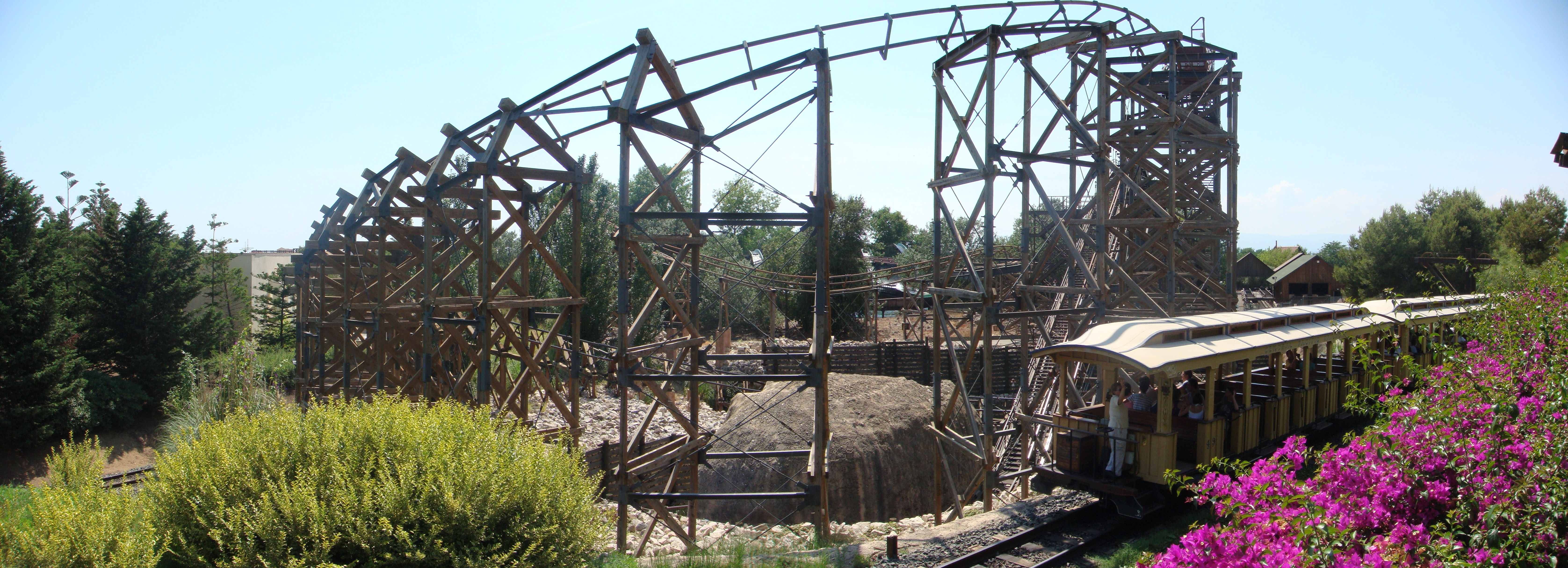
Diablo - Tren de la Mina

| Name         | Park                                      | Land | Öffnungsjahr          | Schließungsjahr |
| ------------ | ----------------------------------------- | ---- | --------------------- | --------------- |
| Mad Mouse    | Broadway Grand Prix Myrtle Beach Pavilion | USA  | eingelagert 2007 1998 | bis 2014 2006   |
| Mad Mouse    | Michigan’s Adventure                      | USA  | 1999                  |                 |
| Mad Mouse    | Valleyfair!                               | USA  | 1999                  |                 |
| Psycho Mouse | California’s Great America                | USA  | 2001                  |                 |

### Mine Train
| Name | Park                                                             | Land    | Öffnungsjahr   | Schließungsjahr |
| --- | ---------------------------------------------------------------- | ------- | -------------- | --------------- |
| Adventure Express | Kings Island                                                     | USA     | 1991           |                 |
| Big Bad John vorher Thunder Express vorher River King Mine Train                                                                      | Magic Springs Theme and Water Park Dollywood Six Flags St. Louis | USA     | 2002 1989 1971 | 1998 1987       |
| Canyon Blaster vorher Rock n’ Roller Coaster                                                                                          | Great Escape Old Indiana Fun-n-Water Park Opryland USA           | USA     | 2003 1998 1972 | 2002 1997       |
| Carolina Goldrusher | Carowinds                                                        | USA     | 1973           |                 |
| Cedar Creek Mine Ride | Cedar Point                                                      | USA     | 1969           |                 |
| Dahlonega Mine Train | Six Flags Over Georgia                                           | USA     | 1967           |                 |
| El Diablo – Tren de la Mina | PortAventura Park                                                | Spanien | 1995           |                 |
| Excalibur vorher Dexter Frebish's Electric Roller Ride (1972–1980)                                                                    | Frontier City Six Flags Astroworld                               | USA     | 2000 1972      | 2005 1998       |
| Gold Rusher | Six Flags Magic Mountain                                         | USA     | 1971           |                 |
| Marche du Mille-pattes | La Ronde                                                         | Kanada  | 1967           |                 |
| Mini Mine Train | Six Flags Over Texas                                             | USA     | 1969           |                 |
| Mini-Mine Train vorher Yahoola Hooler (1969–?)                                                                                        | Six Flags Over Georgia                                           | USA     | 1969           | 1988            |
| River King Mine Train vorher Rail Blazer (1984) vorher River King Run-Away Mine Train (1972–1983) vorher River King Mine Train (1971) | Six Flags St. Louis                                              | USA     | 1971           |                 |

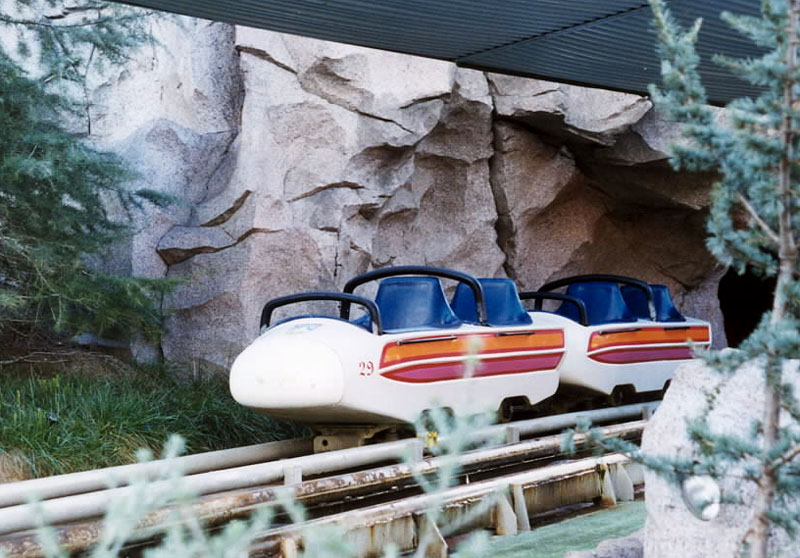
Matterhorn Bobsleds

| Road Runner Express | Six Flags Fiesta Texas                                           | USA     | 1997           |                 |
| Runaway Mine Train | Six Flags Great Adventure                                        | USA     | 1974           |                 |
| Runaway Mine Train vorher Mine Train vorher Run-A-Way Mine Train                                                                      | Six Flags Over Texas                                             | USA     | 1966           |                 |
| Serpent | Six Flags Astroworld                                             | USA     | 1969           | 2005            |
| Thunderation | Silver Dollar City                                               | USA     | 1993           |                 |
| Trailblazer | Hersheypark                                                      | USA     | 1974           |                 |
| Yagiyama Cyclone | Benyland                                                         | Japan   | 1988           |                 |

### Special Coaster System

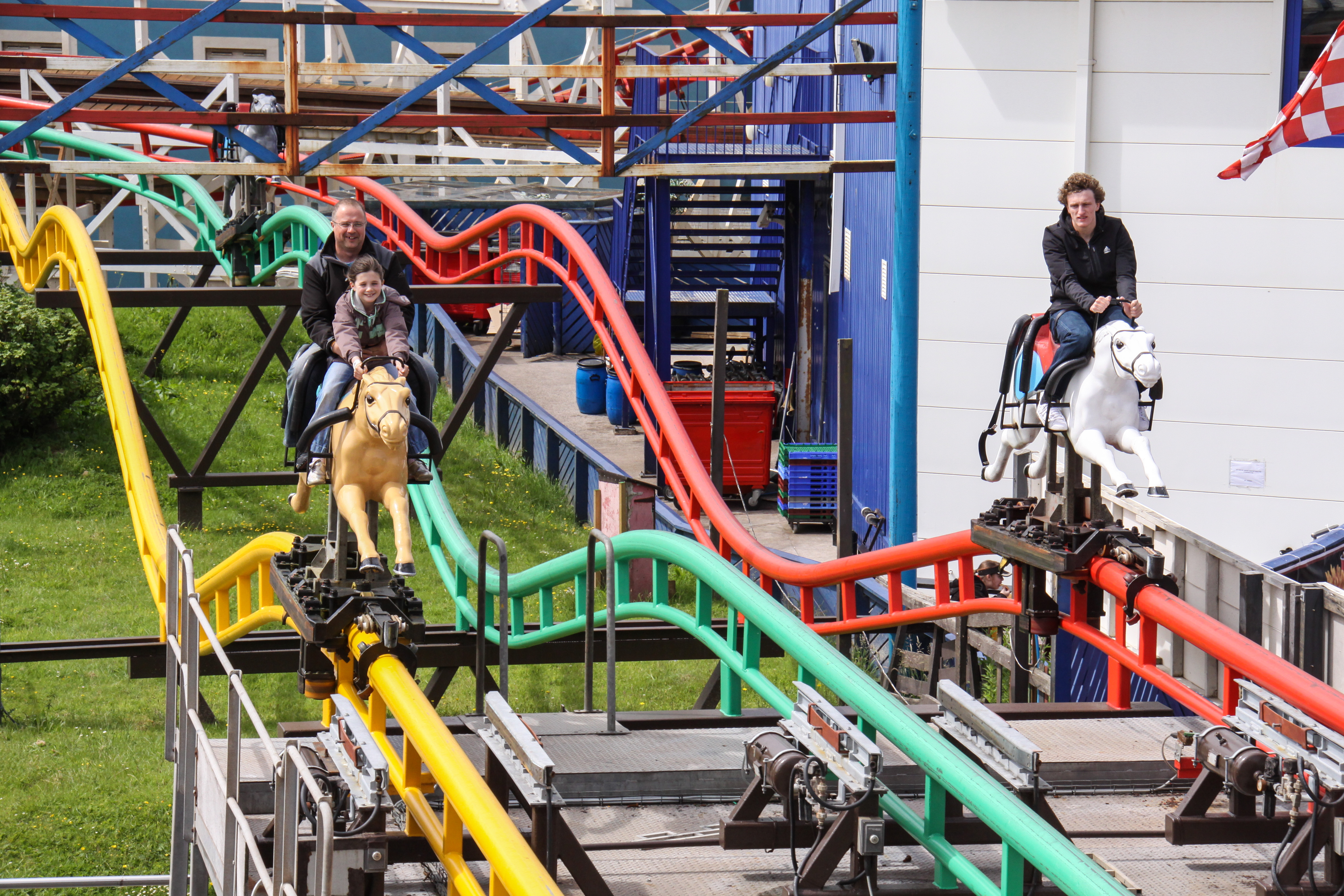
Steeplechase

| Name                | Park                 | Land | Öffnungsjahr | Schließungsjahr |
| ------------------- | -------------------- | ---- | ------------ | --------------- |
| Excalibur           | Valleyfair!          | USA  | 1989         |                 |
| Gemini              | Cedar Point          | USA  | 1978         |                 |
| Lightning Bolt      | MGM Grand Adventures | USA  | 1993         | 2000            |
| Matterhorn Bobsleds | Disneyland           | USA  | 1959         |                 |

### Steeplechase
| Name                                                       | Park                  | Land                   | Öffnungsjahr | Schließungsjahr |
| ---------------------------------------------------------- | --------------------- | ---------------------- | ------------ | --------------- |
| Steeplechase                                               | Pleasure Beach Resort | Vereinigtes Königreich | 1977         |                 |
| Wacky Soap Box Racers vorher Motor Cycle Chase (1976–1980) | Knott's Berry Farm    | USA                    | 1976         | 1996            |

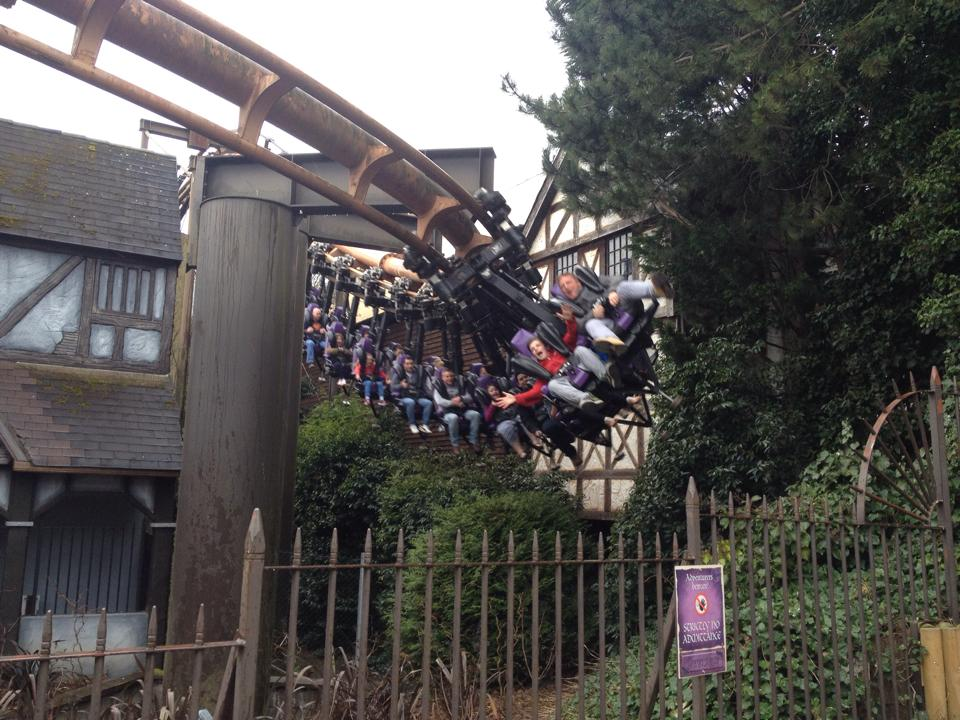
Vampire in Chessington World of Adventures

### Suspended Coaster
| Name                                                          | Park                            | Land                   | Öffnungsjahr | Schließungsjahr |
| ------------------------------------------------------------- | ------------------------------- | ---------------------- | ------------ | --------------- |
| Bat vorher Flight Deck (2008–2013) vorher Top Gun (1993–2007) | Kings Island                    | USA                    | 1993         |                 |
| Bat                                                           | Kings Island                    | USA                    | 1981         | 1983            |
| Big Bad Wolf                                                  | Busch Gardens Williamsburg      | USA                    | 1984         | 2009            |
| Hayabusa                                                      | Tokyo SummerLand                | Japan                  | 1992         | 2005            |
| Iron Dragon                                                   | Cedar Point                     | USA                    | 1987         |                 |
| Ninja                                                         | Six Flags Magic Mountain        | USA                    | 1988         |                 |
| Vampire                                                       | Chessington World of Adventures | Vereinigtes Königreich | 1990         |                 |
| Vortex                                                        | Canada’s Wonderland             | Kanada                 | 1991         |                 |
| XLR-8                                                         | Six Flags AstroWorld            | USA                    | 1984         | 2005            |